# Pécsi Orgonaépítő Manufaktúra Kft.
A Pécsi Orgonaépítő Manufaktúra Magyarország legnagyobb és Európa egyik legnagyobb orgonaépítő vállalkozása. 1992 szeptemberében alapították Pécsen. A közel 50 fős szakembergárdát foglalkoztató manufaktúra lefedi az orgonaépítő szakma teljes szélességét. Számos új orgonájuk mellett több, mint 100 orgonán végezetek már különböző munkálatokat. 2009-ben indult Organparts.info elnevezésű webshopjuk, amelyen keresztül orgonaalkatrészeket és orgonarészeket értékesítenek ügyfeleik számára 3 kontinensen. Munkájukat több alkalommal ismerték el díjak, kitüntetések formájában.

## Cégtörténet
A manufaktúrát Budavári Attila testvérével, Budavári Csabával alapította. A testvérpár több felmenője, többek között ükapjuk intonatőrként, dédapjuk pedig orgonaépítőként dolgozott az Angster József által 1867-ben alapított híres Angster-orgona- és harmóniumgyárban. Ifj. Angster József a cégről alkotott véleménye szerint a „cég egyes tagjai a magas színvonalú Angster-cég szakmai törzsgárdájának leszármazottjai ”. Többek között ennek is köszönhető, hogy a Pécsi Orgonaépítő Manufaktúra alapítása óta az Angster-gyár szellemi örökségét és hagyományait hivatott tovább vinni.

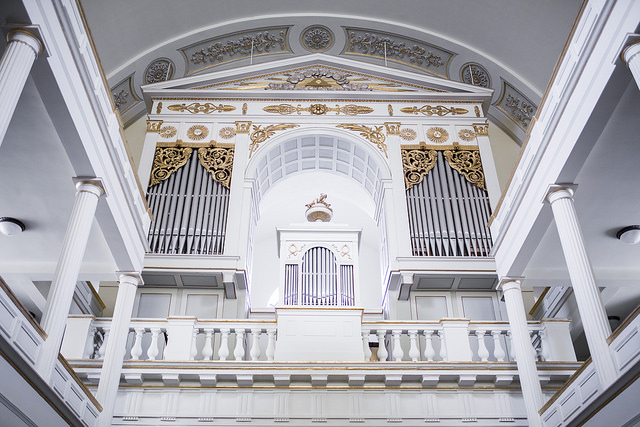
A budapesti Kálvin téri református templom orgonája. Rekonstrukció, 2015.

A manufaktúra eleinte átépítésekre, restaurálásokra és felújításokra kapott megrendelést, melyek közül az első a Komló római katolikus templom orgonájának átépítése volt. Ezt egy igazán különleges projekt, a 2000 éves aquincumi víziorgona rekonstruálása követte, a Tűzoltó Múzeum részére, amely ma a Katasztrófavédelem Központi Múzeuma nevet viseli.
Az első új orgonát 1995-ben, a Szentendrei Ferences Gimnázium kápolnájában adták át. A 16 regiszteres, 1041 fémsíppal és 149 fasíppal rendelkező, mechanikus működésű orgona munkálatai 1993-ban kezdődtek meg. A hangszert Zászkaliczky Tamás és Budavári Attila diszpozíciója alapján építette a Pécsi Orgonaépítő Manufaktúra. A projektet követően sorra érkeztek a megrendelések Magyarországról, s már külföldről is. A következő két új orgonát például az ausztriai Sittendorf-ban építette a cég.
A nagy áttörést azonban egy, a német Mühleisen Orgelbau-val közös, 2005-ös projekt, a Művészetek Palotája (Müpa) Bartók Béla Nemzeti Hangversenyterem orgonájának megépítése hozta meg a manufaktúra számára. A monumentális hangszer 6804 síppal, 92 regiszterrel és 5 manuállal rendelkezik. Az Európa legnagyobb koncerttermi orgonájának számító hangszer átadó ünnepsége 2006. májusában került megrendezésre. Az átadás óta számos neves hazai és külföldi orgonaművés látogatott el a Művészetek Palotája hangversenytermébe, hogy koncert keretében szólaltathassa meg a hangszert.Fassang László orgonaművész, illetve a Liszt Ferenc Zeneművészeti Egyetem diákjai rendszeresen játszanak az orgonán.
A következő fontos megbízás a Budavári Nagyboldogasszony-templom, más néven a Mátyás-templom nagyorgonájának teljes átépítése, valamint egy új karorgona építése volt, 2010-ben. A karorgona különlegessége, hogy saját manuálján, különállóan, valamint a nagyorgona játszóasztalán a nagyorgonával együtt is megszólaltatható.
2010-ben a Zamárdi templom orgonáját adta át a pécsi cég. A hangszer különlegességét a Magyarországon ritkaságnak számító francia barokk stílus adja. A projektben Bertrand Cattiaux francia orgonaépítő és cége is közreműködött. Pálúr János, a Fasori református templom orgonistája a következőképp vélekedett az elkészült hangszerről: „.. igazi szakmai premierrel állunk szemben […] a zamárdi orgona új korszakot nyit a magyar orgonakultúrában, egyházzenében, a magas fokú oktatásban és koncertéletben”.

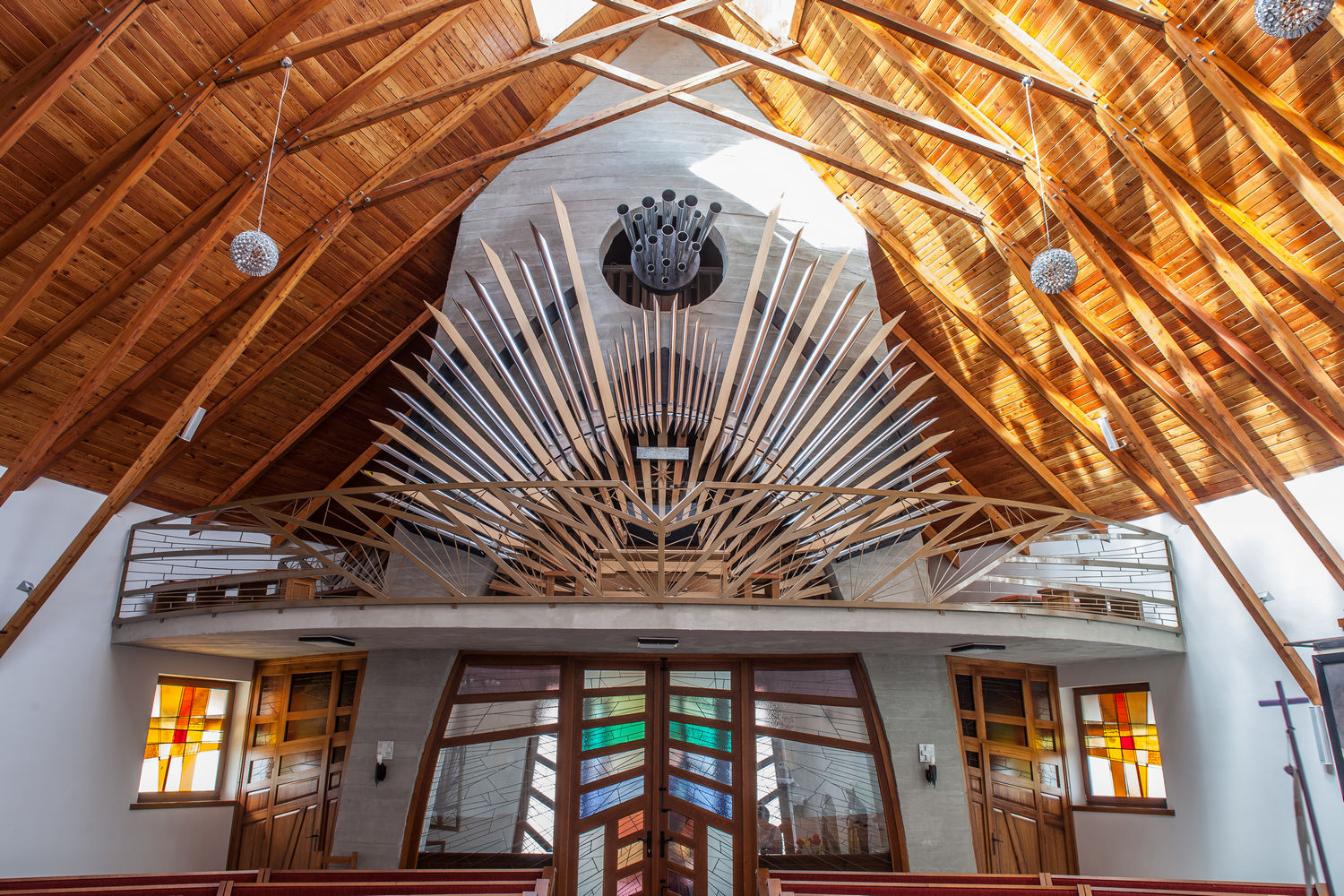
A restei római katolikus templom orgonája. Új orgona, 2015.

A következő meghatározó új orgona a Restei római katolikus templom orgonája volt, melyet különleges, formabontó külső megjelenése tesz egyedivé. A hangszer 2015-ben elnyerte a Magyar Kereskedelmi és Iparkamara által adományozott Magyar Kézműves Remek kitüntetést.
Hasonlóan modern designnal rendelkező orgona, a 2013-ban Portugáliába, Aveiro városába épített hangszer. Az aveiroi dóm orgonája Portugália második legnagyobb hangszere.
Az új orgonák sorában a 2014-ben épített, a Pécs-Kertvárosi református templom orgonája a következő. A hangszert a váltócsúszkás rendszer teszi különlegessé, amit új építésű orgonában Magyarországon elsőként alkalmaztak.
A manufaktúra a 2016-os évben adta át Mátraverebély-Szentkút Nemzeti Kegyhely ferences templomának új orgonáját. 2017 júniusában pedig a Budavári Evangélikus templom új, barokk stílusú, G. Silbermann késői hangszereinek mintájára épített orgona felszentelésére került sor.
Új orgonák építésén túl számos szerkezeti átépítést, felújítást, restaurációt, javítást és karbantartást végez a cég. Alapítása óta, több, mint 130 orgonán végeztek különböző munkálatokat.

## Orgonák[11]
- SOKÓŁ Małopolska Kulturális Központ, Nowy Sacz, Lengyelország, III/68. Modernizáció, bővítés, 2017.
- Budavári Evangélikus templom, Budapest, III/26. Barokk stílusú új orgona, 2017.
- Fasori Református templom, Budapest, III/49. Angster-orgona átépítése, 2016
- Zaláta, református templom orgonája, I/8. Restaurálás, 2016.
- Mátraverebély-Szentkút Nemzeti Kegyhely orgonája, II/27. Új orgona, 2016.
- Budapest, Kálvin téri Református templom orgonája, II/30. Rekonstrukció, 2015
- Pécs-Kertvárosi Református Templom, II/7. Váltócsúszkás új orgona, 2014.
- Az aveirói dóm orgonája, Portugália, II/36. Új orgona, 2013.
- Zamárdi, római katolikus plébániatemplom barokk orgonája, III/16. Új orgona, 2010.
- Reste, Római Katolikus Templom orgonája II/17. Új orgona, 2012.
- Mátyás Templom karorgona, nagyorgona, Budapest, II/23. Új karorgona, átépített nagyorgona, 2010 Archiválva 2017. július 31-i dátummal a Wayback Machine-ben.
- Pécs, Székesegyház, IV/81. Szerkezeti átépítés, 2009.
- Nagyvárad, Váradszöllősi Szentháromság plébániatemplom, II/25. Új orgona, 2008.
- Budapest, Művészetek Palotája, Bartók Béla Nemzeti Hangversenyterem orgonája V/92. Új orgona, 2006.
- Sittendorf Plébániai közösségi terem orgonája, Ausztria, II/8. Új orgona, 1997.
- Szabadka, Szt. Teréz Székesegyház, III/30. Restaurálás, 1996.
- Aquincumi víziorgona, Tűzoltó Múzeum, Budapest. Rekonstrukció, 1996.
- Szentendrei Ferences Gimnázium orgonája, II/16. Új orgona, 1995.

## Díjai, elismerései[12]

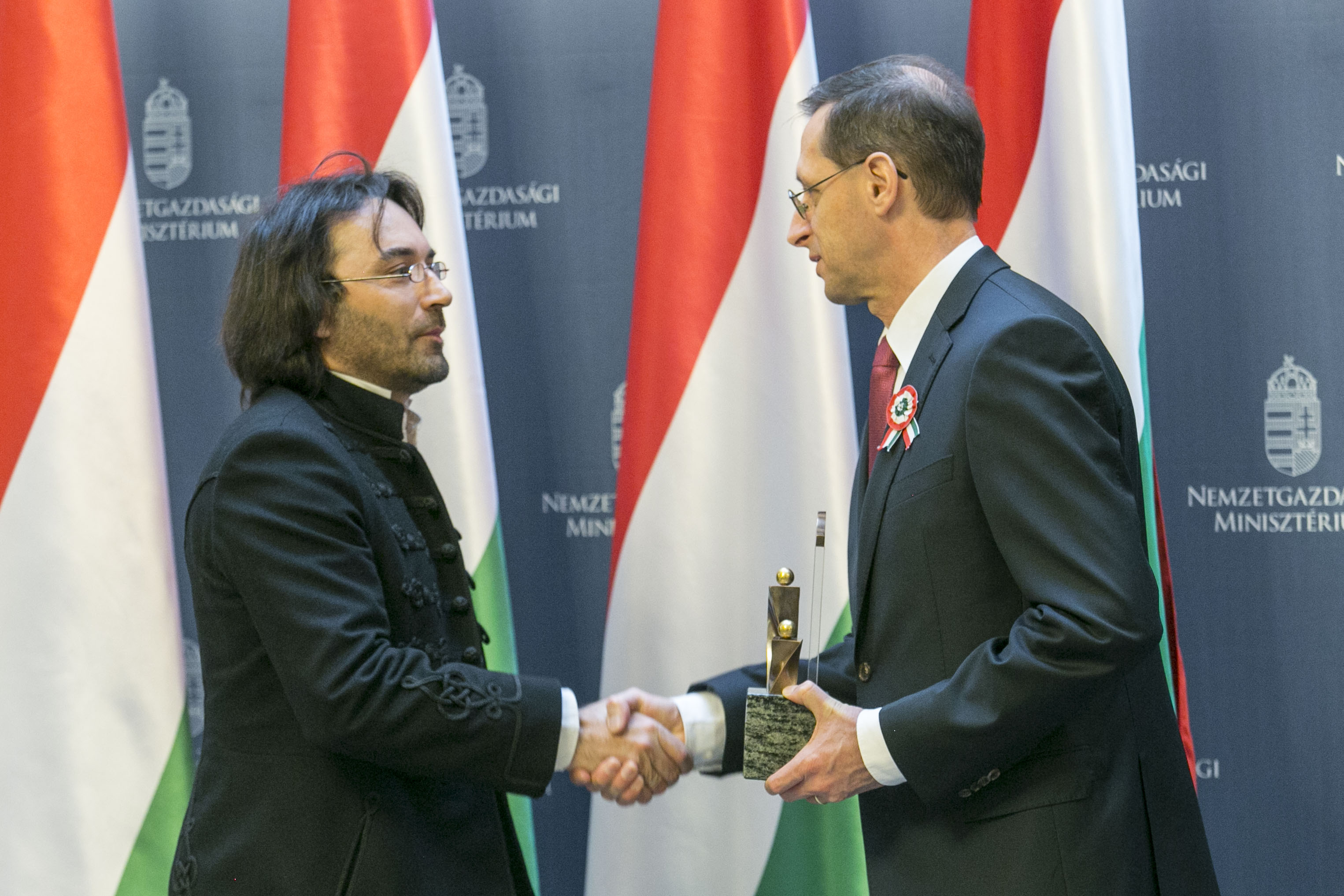
Budavári Attila vette át a hónap kkv-ja 2017. január díjat a Pécsi Orgonaépítő Manufaktúra nevében Varga Mihály humán erőforrásokért felelős államtitkártól

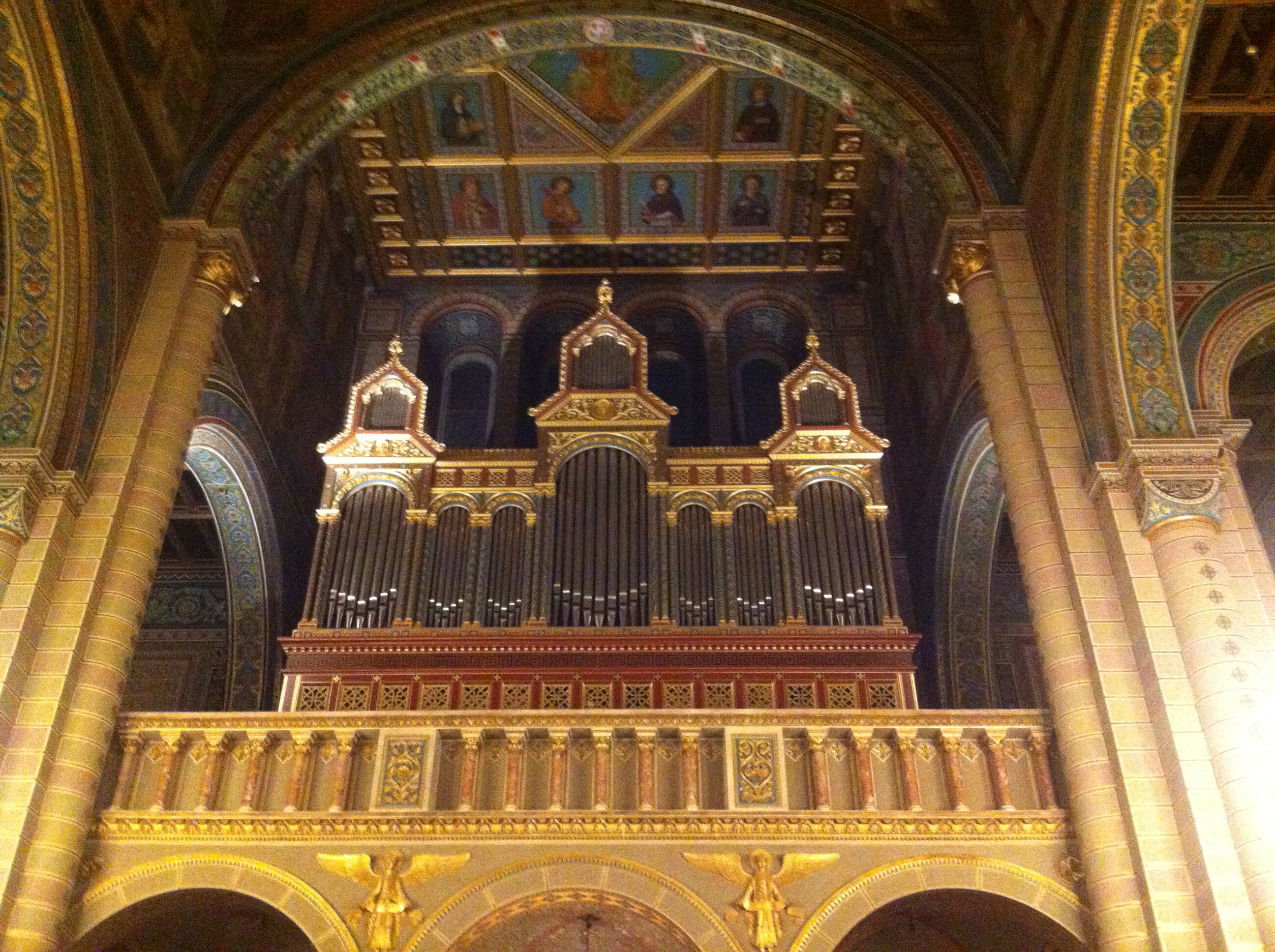
A Pécsi Székesegyház orgonája (készült a pécsi Angster-gyárban 1887-ben)

- Baranya megyei szakképzési díj, Pécs-Baranya Megyei Iparkamara, 2017. február 27.
- Digitálisan Felkészült vállalkozása elismerő tanúsítvány, Modern vállalkozások programja VÁLLALKOZZ DIGITÁLISAN! projekt, 2017. február 9.
- A hónap kkv-ja, 2017. január, Nemzeti Erőforrások Minisztériuma, Varga Mihály nemzetgazdasági miniszter, 2017. január[13]
- Pro Civitate kitüntetés, 2015 Budavári Attila részére Pécs Megyei Jogú Város Közgyűlésétől (dr. Lovász István jegyző, dr. Páva Zsolt, polgármester), Pécs, 2015. szeptember 1.
- Az Év Kézművese Díj, 2015, a Pécsi Orgonaépítő Manufaktúra részére a Magyar Kereskedelmi és Iparkamarától a Restei római katolikus templom megalkotásáért, Budapest, 2015. február 19.
- Magyar Kézműves Remek díj, 2015 a Pécsi Orgonaépítő Manufaktúra részére, a Reste Római Katolikus templom új orgonájának megépítéséért, a Magyar Kereskedelmi és Iparkamarától, Budapest, 2015. szeptember 23.
- Emléklap az Emberi Erőforrások Minisztériumától a Pécsi Orgonaépítő Manufaktúra részére, a budapesti Mátyás templom felújított orgonája bemutatásának emlékére, Budapest, 2015. január 24-25.
- Emlékérem a Pécsi Orgonaépítő Manufaktúra részére a Mátyás templom vezetőségétől a budapesti Mátyás templom megépítésének emlékére, 2015. január 24-25.
- Ambassador Díj 2013 Budavári Attila részére az Ambassador Club Pécstől munkásságáért, Pécs, 2013. október[14]
- Köszönő Oklevél a Dobrovnaki Plébánia orgonájának felújításáért Simon Stihec plébániai kormányzótól, a Pécsi Orgonaépítő Manufaktúra részére a za obnovo orgel zupnijske cerkve orgonájának felújításáért, Dobrovnak, 2012. július 29.
- Angster József Díj, Budavári Attila és Budavári Csaba részére, a Pécs-Baranyai Kereskedelmi és Iparkamara Elnökségétől (dr. Kéri István elnök, dr. Sikfői Tamás elnök), Pécs, 2011. február 4.[15]
- Mesterlevél, Ezüstkoszorús Mester cím Budavári Attila részére több évtizedes kiemelkedő munkásságáért, a Magyar Kereskedelmi és Iparkamara Mestervizsga Bizottságától, Budapest, 2011. október 2.
- Az Év Esélyteremtő Munkahelye díj, 2009, a Pécsi Orgonaépítő Manufaktúra részére, A fogd a kezem alapítványtól, A fogyatékos emberek Világnapja alkalmából, Pécs, 2009. december 12.
- Levél Mayer Mihálytól, a pécsi megyéspüspöktől Árpádházi Szent Erzsébet Ünnepén a Pécsi Orgonaépítő Manufaktúra részére, Pécs, 1998. november 19.
- Köszönő levél, a szabadkai Szent Teréz Székesegyház-Bazilika orgonájának felújításáért, a Pécsi Orgonaépítő Manufaktúra részére, Kasza József szabadkai Polgármestertől, Szabadka 1996. szeptember 12.
- Angster könyvdedikálás, Angster József, A pécsi orgonagyár és a család története című könyv elejébe Budavári Attila részére, Pécs, 1993. május 4.